# Vincent Matthews
Vincent Edward ("Vince") Matthews (Nueva York, 16 de diciembre de 1947) es un atleta estadounidense que fue campeón olímpico de los 400 metros lisos en los Juegos de Múnich 1972. 
A mediados de los años 60 se convirtió en uno de los mejores cuatrocentistas del mundo, y mantuvo durante varios años una fuerte rivalidad con su compatriota Lee Evans. En 1967 fue segundo en los Campeonatos de Estados Unidos y en los Juegos Panamericanos de Winnipeg, en ambos casos por detrás de Evans.
El 31 de agosto de 1968, solo dos semanas antes de empezar los Juegos Olímpicos de México, Matthews batió en South Lake Tahoe, California, el récord mundial de los 400 metros con 44,4 pero no fue reconocido oficialmente debido al uso de unas zapatillas con clavos no permitidos. Además, en las pruebas de clasificación para los Juegos, solo pudo ser cuarto y fue batido por Lee Evans, Larry James y Ron Freeman, por lo que no pudo participar en los 400 metros, donde solo acudían los tres primeros. Sí lo hizo como primer relevista en la prueba de relevos 4 x 400 metros, donde los estadounidenses ganaron la medalla de oro y establecieron un nuevo récord mundial con 2:56,16. Este récord permaneció imbatido durante 24 años, hasta los Juegos de Barcelona 1992.
Después de los Juegos abandonó el atletismo durante un tiempo, aunque regresó con la mirada puesta en los Juegos Olímpicos de Múnich 1972. En las pruebas de clasificación de su país para esta cita, finalizó tercero por detrás de John Smith y Wayne Collett, mientras su antiguo rival Lee Evans solo fue 4º. 
En la final olímpica de Múnich, a pesar de no ser el favorito, logró la medalla de oro en una dura pugna con su compatriota Wayne Collett. Matthews ganó con 44,66 mientras Collett fue segundo con 44,80 y el keniano Julius Sang tercero con 44,92
Este triunfo vino acompañado por una polémica por el comportamiento de Matthews y Collett durante la ceremonia de entrega de medallas. Al parecer, mientras sonaba el himno estadounidense ambos se dedicaron a hablar entre ellos y gastarse bromas. Algunos responsables del equipo estadounidense consideraron que se trataba de una protesta  del "Black Power", similar a la que cuatro años antes habían realizado Tommie Smith y John Carlos en los Juegos de México. A pesar de que Matthews y Collett negaron que fuera una acción deliberada, el COI les sancionó expulsándoles de los Juegos. De este modo Matthews y Collett no pudieron participar en la prueba de relevos 4 x 400 metros, donde el equipo estadounidense era el gran favorito para revalidar el título olímpico. Esto, unido a la lesión de John Smith, hizo que los Estados Unidos no tuvieran bastantes atletas para hacer el equipo y no participaron en la prueba.
| Predecesor: Lee Evans | Campeón Olímpico de 400 metros Múnich 1972 | Sucesor: Alberto Juantorena |

- Datos: Q544447
- Multimedia: Vincent Matthews (athlete) / Q544447